# Slim Thug
Stayve Jerome Thomas conocido popularmente como Slim Thug (Houston, Texas, 8 de septiembre de 1980) es un rapero estadounidense. Ganó popularidad entre la gente por su colaboración en el sonado sencillo de Mike Jones, "Still Tippin".

## Biografía
Comenzó su carrera con Swishahouse a finales de la década de los 90’. Después se separó de Swishahouse para realizar sus mixtapes en su sello independiente, Boss Hogg Outlawz. Oficialmente, firmó con Geffen Records por medio de la discográfica de The Neptunes, Star Trak Entertainment. El nombre de Slim proviene, como comentó el propio rapero, de su etapa adolescente, donde era muy alto y larguirucho con 1,98 m (6 ft 6 in), antes de que empezara a coger peso. Thug lo adoptó debido a la idea que se hizo la gente de él por llevar asiduamente trenzas y gafas de sol.
El primer álbum de Slim Thug fue Already Platinum (cuyos singles fueron "Like a Boss", "Three Kings", "I Ain't Heard Of That" y "Incredible Feeling"), que salió a la venta el 12 de julio de 2005, debutando en el número de 2 de la lista Billboard 200 Albums.
Slim Thug también cosechó gran éxito con sus mixtapes. Él mismo se autoproclamó "Big Boss of the South" (refiriéndose al sur de EE. UU.) y "Big Boss of the North" (refiriéndose al norte de Houston).
El 22 de julio de 2005 empezó a salir con Letoya Luckett, antigua componente de Destiny's Child. El dúo dejó de salir a finales del 2006 debido una supuesto hijo con otra mujer por parte de Slim.
En 2005 apareció en el remix de "Luxurious" de Gwen Stefani y "Check On It" de Beyoncé. También apareció en el remix de ¨With Love¨ con Hilary Duff.
Su segundo álbum salió a la venta el 24 de marzo de 2009 y llevó por nombre "Boss of All Bosses", ha llegado a la posición 15# en la lista de Estados Unidos.
Sus siguientes álbumes Tha Thug Show y Boss life (lanzado el 19 de noviembre del 2013) no obtuvieron los resultados deseados en las listas de ventas. Thug se dedica ahora a sacar al mercado LP y Mixtapes independientes.

## Discografía

### Álbumes
| Título             | Detalles | Posición | Posición | Posición | Certificación |
| Título             | Detalles | US       | US R&B   | US Rap   | Certificación |
| ------------------ | --- | -------- | -------- | -------- | ------------- |
| Already Platinum   | - Lanzado: 12 de julio del 2005 - Productora: Star Trak, Geffen, Boss Hogg Outlaw - Formato: CD, descarga digital | 2        | 2        | 1        | - US: Oro     |
| Boss of All Bosses | - Lanzado: 24 de marzo del 2009 - Productora: Boss Hogg Outlawz, E1 Music - Formato: CD, descarga digital         | 15       | 4        | 2        |               |
| Tha Thug Show      | - Lanzado: 30 de noviembre del 2010 - Productora: Boss Hogg Outlawz, E1 Music - Formato: CD, descarga digital     | 89       | 17       | 7        |               |
| Boss Life          | - Lanzado: 19 de diciembre del 2013 - Productora: Hogg Life - Formato: CD, descarga digital                       | —        | 28       | 18       |               |

### Álbumes en colaboración
| Título                                                               | Detalles                                                                                        | Posiciones en las listas | Posiciones en las listas | Posiciones en las listas | Ventas |
| Título                                                               | Detalles                                                                                        | US                       | US R&B                   | US Rap                   | Ventas |
| -------------------------------------------------------------------- | ----------------------------------------------------------------------------------------------- | ------------------------ | ------------------------ | ------------------------ | ------ |
| Boss Hogg Outlaws (con E.S.G.)                                       | - Lanzado: 6 de noviembre del 2001 - Productora: E1 Music - Formatos: CD, descarga digital      | —                        | —                        | —                        |        |
| The Big Unit (con Lil' Keke)                                         | - Lanzado: 8 de julio del 2003 - Productora: Rap-A-Lot - Formato: CD, descarga digital          | —                        | 37                       | —                        |        |
| Boyz-n-Blue (con Boss Hogg Outlawz)                                  | - Lanzado: 20 de abril del 2004 - Productora: Boss Hogg Outlawz - Formato: CD, descarga digital | –                        | 78                       | –                        |        |
| Having Thangs (con Killa Kyleon)                                     | - Lanzado: 28 de junio del 2006 - Productora: Boss Hogg Outlaws - Formato: CD, descarga digital | —                        | —                        | —                        |        |
| Serve & Collect (con Boss Hogg Outlawz)                              | - Lanzado: 13 de febrero del 2007 - Productora: Koch - Formato: CD, descarga digital            | 63                       | 10                       | 4                        |        |
| Back by Blockular Demand: Serve & Collect II (con Boss Hogg Outlawz) | - Lanzado: 2 de septiembre del 2008 - Productora: Koch - Formato: CD, descarga digital          | 47                       | 7                        | 5                        |        |
| Serve & Collect III (con Boss Hogg Outlawz)                          | - Lanzado: 30 de agosto del 2011 - Productora: E1 - Formato: CD, descarga digital               | –                        | 37                       | 23                       |        |

### EP
| Título              | Detalles                                                                            | Posición | Posición | Posición |
| Título              | Detalles                                                                            | US       | US R&B   | US Rap   |
| ------------------- | ----------------------------------------------------------------------------------- | -------- | -------- | -------- |
| Welcome to Texas EP | - Lanzado: 23 de abril del 2013 - Productora: Hogg Life - Formato: descarga digital | —        | —        | —        |

### Mixtapes
| Título                                        | Detalles del álbum                                                                      |
| --------------------------------------------- | --------------------------------------------------------------------------------------- |
| I Represent This                              | - Lanzado: 2000 - Productora: Hogg Life - Formato: descarga digital                     |
| Tha Boss Vol. 1                               | - Lanzado: 2002 - Productora: Hogg Life - Formato: descarga digital                     |
| Underground Hoggin                            | - Lanzado: 2002 - Productora: Hogg Life - Formato: descarga digital                     |
| Greatest Hits ('98-'03)                       | - Lanzado: 2003 - Productora: Hogg Life - Formato: descarga digital                     |
| From the House To The Streets Vol. 1          | - Lanzado: 2003 - Productora: Hogg Life - Formato: descarga digital                     |
| Boss Basics                                   | - Lanzado: 2005 - Productora: Hogg Life - Formato: descarga digital                     |
| From the House To The Streets Vol. 2          | - Lanzado: 2006 - Productora: Hogg Life - Formato: descarga digital                     |
| Southern Smoke 15                             | - Lanzado: 27 de marzo del 2006 - Productora: Hogg Life - Formato: descarga digital     |
| I Represent This Part 2                       | - Lanzado: 3 de marzo del 2009 - Productora: Hogg Life - Formato: descarga digital      |
| Welcome 2 Texas: All Star 2010                | - Lanzado: 19 de febrero del 2010 - Productora: Hogg Life - Formato: descarga digital   |
| No Mixtape                                    | - Lanzado: 5 de agosto del 2010 - Productora: Hogg Life - Formato: descarga digital     |
| Welcome 2 Texas Vol.2: Super Bowl XLV Edition | - Lanzado: 5 de febrero del 2011 - Productora: Hogg Life - Formato: descarga digital    |
| Houston                                       | - Lanzado: 22 de diciembre del 2011 - Productora: Hogg Life - Formato: descarga digital |
| Thug Thursday                                 | - Lanzado: 31 de agosto del 2012 - Productora: Hogg Life - Formato: descarga digital    |
| Welcome 2 Texas Vol. 3 (con Paul Wall)        | - Lanzado: 12 de febrero del 2013 - Productora: Hogg Life - Formato: descarga digital   |
| Thug Thursday 2                               | - Lanzado: 21 de agosto del 2014 - Productora: Hogg Life - Formato: descarga digital    |

## Propios
| Año  | Canción                                                            | Posición | Posición | Posición | Álbum              |
| Año  | Canción                                                            | U.S.     | U.S. R&B | U.S. Rap | Álbum              |
| ---- | ------------------------------------------------------------------ | -------- | -------- | -------- | ------------------ |
| 2004 | "Like a Boss"                                                      | -        | 67       | -        | Already Platinum   |
| 2005 | "3 Kings" (feat. T.I. & Bun B)                                     | -        | 78       | -        | Already Platinum   |
| 2005 | "I Ain't Heard of That" (feat. Pharrell & Bun B)                   | -        | 34       | 25       | Already Platinum   |
| 2006 | "Diamonds (Remix)" (feat. Young Jeezy, Killa Kyleon & Slick Pulla) | -        | 107      | -        | Already Platinum   |
| 2006 | "Incredible Feelin'" (feat. Jazze Pha)                             | -        | 73       | -        | Already Platinum   |
| 2008 | "I Run"                                                            | 105      | 49       | 20       | Boss of All Bosses |
| 2009 | "Thug"                                                             | –        | 67       | –        | Boss of All Bosses |
| 2010 | "Gangsta" (feat. Z-Ro)                                             | –        | 98       | –        | Tha Thug Show      |
| 2010 | "So High" (feat. B.o.B)                                            | 125      | 35       | 19       | Tha Thug Show      |

### Como colaborador
| Año  | Canción | Posición     | Posición | Posición | Álbum                     |
| Año  | Canción | U.S. Hot 100 | U.S. R&B | U.S. Rap | Álbum                     |
| ---- | --- | ------------ | -------- | -------- | ------------------------- |
| 2005 | "Still Tippin'" (Mike Jones featurng Slim Thug & Paul Wall)                                                            | 60           | 25       | 14       | Who Is Mike Jones?        |
| 2005 | "Draped Up" (Remix) (Bun B feat. Lil' Keke, Slim Thug, Chamillionaire, Paul Wall, Mike Jones, Aztek, Lil' Flip & Z-Ro) | –            | 45       | –        | Trill                     |
| 2005 | "Luxurious" (Gwen Stefani feat. Slim Thug)                                                                             | 21           | 33       | –        | Love. Angel. Music. Baby. |
| 2005 | "Check on It" (Beyoncé feat. Slim Thug & Bun B)                                                                        | 1            | 3        | –        | B'Day                     |
| 2006 | "Wamp Wamp (What It Do)" (Clipse feat. Slim Thug)                                                                      | –            | 96       | –        | Hell Hath No Fury         |
| 2008 | "I'm Bout Dat" (Yung Chase feat. Paul Wall & Slim Thug)                                                                | –            | –        | –        | Single                    |
| 2010 | "The Main Event" (Chamillionaire feat. Paul Wall, Dorrough & Slim Thug)                                                | –            | –        | –        | Venom                     |

### Apariciones estelares
| Título                                      | Año  | Otros artista(s) | Álbum                                   |
| ------------------------------------------- | ---- | --- | --------------------------------------- |
| "Make That Money"                           | 1999 | Rapsta, E-Rock | Superstar Of The Ghetto                 |
| "Braids & Fades"                            | 1999 | E.S.G. | Shinin' n' Grindin'                     |
| "Gripppin Grain"                            | 2000 | E.S.G., Desahwn Hill | City Under Siege                        |
| "Down South"                                | 2000 | Madd Hatta, Yungstar | Can I Live                              |
| "Headturner"                                | 2000 | Abstraq, Lil Mario | Grindology 101                          |
| "The Legend"                                | 2001 | DJ Screw, Lucky, E.S.G., Lil' Baller | The Legend                              |
| "We Ain't Broke No Mo"                      | 2001 | Lil' O, Big T | Da Fat Rat wit da Cheeze                |
| "Shake Somethin"                            | 2001 | 2 Phace | Hurricane Hustla'                       |
| "Ride Fa Free"                              | 2001 | Cadillac | Dallas To Houston: I-45 Grindin'        |
| "The Boss"                                  | 2002 | Dirty South Rydaz, E.S.G. | T-Town Music Presents: DSR The Album    |
| "Texas Boyz"                                | 2002 | Sam Huston Boyz, Big Pokey | Stay Real                               |
| "Not A Stain On Me" (Remix)                 | 2004 | Big Tuck, Trae, Paul Wall, Fat Bastard | Unkown                                  |
| "Nolia Clap" (Remix)                        | 2004 | UTP, Z-Ro, Bun B, T.I. | Nolia Clap                              |
| "Luxurious" (Remix)                         | 2004 | Gwen Stefani | Love. Angel. Music. Baby.               |
| "Still Tippin'"                             | 2005 | Mike Jones, Paul Wall | Who Is Mike Jones?                      |
| "Draped Up" (Remix)                         | 2005 | Bun B, Lil Keke, Chamillionaire, Paul Wall, Mike Jones, Aztek, Lil' Flip, Z-Ro | Trill                                   |
| "Check on It"                               | 2005 | Beyoncé, Bun B & Kelly Rowland | Number 1's                              |
| "They Don't Know"                           | 2005 | Paul Wall, Lil Keke, Big Hawk, Bun B, Trae | The Peoples Champ                       |
| "Shut It Down"                              | 2005 | Master P | Ghetto Bill                             |
| "Breakin' Old Habits"                       | 2005 | The Notorious B.I.G., T.I. | Duets: The Final Chapter                |
| "Candy Paint"                               | 2006 | DJ Khaled, Chamillionaire, Trina | Listennn... the Album                   |
| "Working On Wheel"                          | 2006 | Pimp C | Pimpalation                             |
| "Hey Fella"                                 | 2006 | Letoya Luckett | LeToya                                  |
| "Keep It Playa"                             | 2006 | Pharrell | In My Mind                              |
| "U Don't See Me"                            | 2006 | Young Dro | Best Thang Smokin'                      |
| "Wamp Wamp (What It Do)"                    | 2006 | Clipse | Hell Hath No Fury                       |
| "It's Okay (One Blood)" (Remix)             | 2006 | Game, Jim Jones, Snoop Dogg, Nas, T.I., Fat Joe, Lil' Wayne, N.O.R.E., Jadakiss, Styles P, Fabolous, Juelz Santana, Rick Ross, Twista, Kurupt, Daz Dillinger, WC, E-40, Bun B, Chamillionaire, Young Dro, Clipse, Ja Rule | The Dope Game 2                         |
| "Swang" (Remix)                             | 2007 | Trae, Big Pokey, Pimp C, Jim Jones, Mike Jones, Big Hawk,Paul Wall, Fat Phat | The Truth Show                          |
| "Riding On 4's"                             | 2007 | J-Dawg | Serve & Collect                         |
| "With Love" (Play-n-Skillz Remix)           | 2007 | Hilary Duff | Single                                  |
| "Let's Get It On"                           | 2007 | Big Hawk, Scooby, Paul Wall | Endangered Species                      |
| "Krispy" (Remix)                            | 2007 | Kia Shine, Swizz Beatz, Jim Jones, E-40, Young Buck, Remy Ma, LL Cool J | No Shit                                 |
| "Take Tha Hood Back"                        | 2007 | UGK, Vicious, Mddl Fngz | Underground Kingz                       |
| "I'm A Boss"                                | 2007 | Country Boi, Rick Ross | LOL                                     |
| "Nuthin' 2 A Boss"                          | 2007 | Trae | Life Goes On                            |
| "Won't Let You Down" (Texas Takeover Remix) | 2007 | Chamillionaire, Lil Keke, Mike Jones, Trae, Paul Wall, UGK, Z-Ro | Ultimate Victory                        |
| "Gettin' Money"                             | 2007 | DJ Drama, Paul Wall, Lil' Keke, Killa Kyleon | Gangsta Grillz: The Album               |
| "Beat The Trunk Up"                         | 2008 | G.T., Og Ron C | Houston Ain't No Problem                |
| "City Of The Swag"                          | 2008 | Bun B, Mike Jones | II Trill                                |
| "Down South"                                | 2008 | C-Murder, C-Loc | Screamin' 4 Vengeance                   |
| "Boss Hogg On Candy"                        | 2008 | Big Pokey | Eviction Notice                         |
| "U Can Hate"                                | 2008 | Big Pokey, Chris Ward | Eviction Notice                         |
| "Johnny Dang's Watch Froze"                 | 2008 | Paul Wall, Fat Joe, Lil' Keke, | Fast Money (Album Before The Album)     |
| "Call My Phone"                             | 2008 | Z-Ro | Crack                                   |
| "Money In The City"                         | 2008 | Lil' Keke, Paul Wall, Tre Virdure | Loved by Few, Hated by Many             |
| "Who Are They"                              | 2008 | Scarface, K-Rino | Emeritus                                |
| "Piece & Chain Swangin"                     | 2009 | Dorrough | Dorrough Music                          |
| "I'm Back"                                  | 2009 | Mýa | Beauty & the Streets Vol. 1             |
| "I Da Pimp"                                 | 2009 | Mike Epps, Too Short | Funny Bidness: Da Album                 |
| "H-Town Of Mind"                            | 2009 | Killa Kyleon, Ashley Williams | Nigga                                   |
| "Shining On Boyz"                           | 2010 | Jay'Ton, Trae tha Truth | Get It By The Ton                       |
| "The Main Event"                            | 2010 | Chamillionaire, Paul Wall, Dorrough | Venom                                   |
| "I'm So Bossy"                              | 2010 | Rawlt | CharmSchool EP                          |
| "Not My Friend"                             | 2010 | Expensive Taste | Heart of a Champion                     |
| "Ridin' Slow"                               | 2010 | Bun B, Play-N-Skillz | Trill OG                                |
| "First 48"                                  | 2010 | J-Dawg | Still Behind the Tint                   |
| "Hoggz Nite Out"                            | 2010 | J-Dawg, MUG | Still Behind the Tint                   |
| "Midnight"                                  | 2010 | Pimp C, Rick Ross | The Naked Soul of Sweet Jones           |
| "Get At Me"                                 | 2010 | Sentury | Sentury                                 |
| "Handcuffs"                                 | 2010 | Dorrough | Get Big                                 |
| "Been About Bread"                          | 2010 | Big Boss E, Bun B | Big Boss E                              |
| "We Wrong"                                  | 2011 | Marcus Manchild | Big Boss E                              |
| "Hottest In The City"                       | 2011 | Marcus Manchild, J-Dawg | Spaced Out                              |
| "Chunk A Stack"                             | 2011 | Gauge | Hustler On The Move                     |
| "Swanananana"                               | 2011 | Baby Bash, Stooie Bros | Bashtown                                |
| "That Candy Paint"                          | 2011 | E-40, Bun B | Revenue Retrievin': Graveyard Shift     |
| "Feature"                                   | 2011 | Marcellus Scott | Pop That                                |
| "Perfect 10"                                | 2011 | Cory Mo, GLC | The Fellowship Of The Ism (Mixtape)     |
| "#Welcometothatrap"                         | 2011 | J Paul Jr. | Rebel IV Life                           |
| "None Of Ya Bizzness"                       | 2011 | Lil' O, Wonderus | Grind Hard, Pray Harder                 |
| "Finer Thangs"                              | 2011 | Pimp C, Brooke Valentine | Still Pimping                           |
| "What U Workin Wit"                         | 2011 | Pimp C, Bun B | Still Pimping                           |
| ""H-Town Kinda Day"                         | 2011 | Z-Ro | Meth                                    |
| "New Shit"                                  | 2011 | Chingo Bling | Masahouse                               |
| "Death Penalty"                             | 2012 | Game, Fabolous, Eric Bellinger | California Republic                     |
| "U Ain't Bout That Life"                    | 2012 | Waka Flocka Flame, Alley Boy | Triple F Life: Fans, Friends & Family   |
| "Off White"                                 | 2012 | Big Zak | Talk That Shit                          |
| "Cassette Deck"                             | 2012 | DJ Scream, Rick Ross, Bun B | Long Live The Hustle                    |
| "Buss It"                                   | 2012 | Le$ | $                                       |
| "Never Love Em"                             | 2012 | Le$ | The Struggle Continues                  |
| "Rollin'"                                   | 2012 | Game, Kanye West, Trae tha Truth, Z-Ro, Paul Wall | The Game                                |
| "I Want"                                    | 2012 | Trina, Dorrough | Back 2 Business                         |
| "Now & Then"                                | 2012 | Big K.R.I.T. | SPKSMEN Vol. 1                          |
| "Steak & Shrimp"                            | 2013 | Le$, Paul Wall | Mo' '                                   |
| "I Been On" (Remix)                         | 2013 | Beyoncé, Bun B, Z-Ro, Scarface, Willie D, Lil Keke | Mo' '                                   |
| "My City"                                   | 2013 | Killa Kyleon, Kirko Bangz | Lean On Me: The Adventures Of Joe Clark |
| "Cup Up Top Down"                           | 2013 | Kirko Bangz, Z-Ro, Paul Wall | Progression III                         |
| "Go Long"                                   | 2013 | Nipsey Hussle, Z-Ro | Crenshaw                                |

## Premios y nominaciones

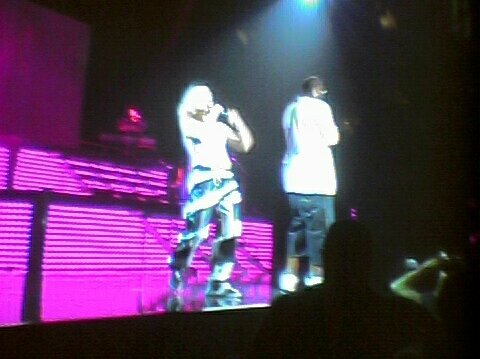
Thug con Gwen Stefani interpretando "Luxurious" en 2005.

### MTV Video Music Award
| Año  | Canción         | Premio             | Resultado |
| ---- | --------------- | ------------------ | --------- |
| 2005 | "Still Tippin'" | Mejor video (MTV2) | Nominado  |
| 2006 | "Check On It"   | Mejor video        | Ganador   |